# ISO/IEC 15288
ISO/IEC 15288, mit dem Titel System- und Software-Engineering – System-Lebenszyklus-Prozesse (Systems and software engineering — System life cycle Processes), ist eine internationale Norm über den Lebenszyklus von Systemen, die am 1. Februar 2008 von ISO, IEC und IEEE Computer Society freigegeben wurde. ISO/IEC 15288:2008(E) löste ISO/IEC 15288:2002 ab und wurde durch ISO/IEC/IEEE 15288:2015 aktualisiert. Die IEEE Bezeichnung ist IEEE Std 15288-2008. In der ISO ist der technische Ausschuss JTC 1/SC 7 Software and systems engineering für diese Norm verantwortlich.
Die Norm beschäftigt sich mit Ziel, Bewertung und Verbesserung von Prozessen. Die Terminologie basiert auf ISO/IEC 12207.
Im Lebenszyklus werden folgende Teilprozesse definiert und unterteilt:
- Agreement Processes
  - Akquisitionsprozesse (Acquisition Process)
  - Lieferprozess (Supply Process)
- Organizational Project-Enabling Processes
  - Life Cycle Model Management Process
  - Infrastructure Management Process
  - Project Portfolio Management Process
  - Personalmanagementprozesse (Human Resource Management Process)
  - Qualitätsmanagementprozesse (Quality Management Process)
- Projektprozesse (Technical Management Processes)
  - Projektplanungsprozesse (Project Planning Process)
  - Project Assessment and Control Process
  - Entscheidungsprozesse (Decision Management Process)
  - Risikomanagement (Risk Management Process)
  - Konfigurationsmanagementprozess (Configuration Management Process)
  - Information Management Process
  - Messverfahren (Measurement Process)
- Technische Prozesse (Technical Processes)
  - Stakeholder Requirements Definition Process
  - Requirements Analysis Process
  - Architekturprozess (Architectural Design Process)
  - Implementation Process
  - Integration Process
  - Verification Process
  - Transition Process
  - Validation Process
  - Instandhaltungsprozess (Maintenance Process)
  - Disposal Process